# Guillermo Cosaro
Guillermo Cosaro (Laboulaye, 7 marzo 1989) è un calciatore argentino, difensore del Gimnasia (J).

## Caratteristiche tecniche
È un difensore centrale.